# Vlag van Oost-Griekwaland

Vlag van Oost-Griekwaland

De vlag van Oost-Griekwaland bestaat uit de vlag van Nederland, met een verticale groene streep aan de rechterzijde en stond bekend als de Vierkleur. De vlag is identiek aan de gespiegelde Transvaalse vierkleur, de Nederlandse driekleur bevindt zich aan de vluchtzijde en het verticale groene streep bevindt zich langs de broeking.
Biafra · Goosen · Graaff-Reinet · Britse Kaapkolonie · Katanga · Klein Vrystaat · Republiek Kliprivier · Republiek Lydenburg · Natal · Republiek Natalia · Nieuwe Republiek · Oranje Vrijstaat · Oranjerivierkolonie · Oost-Griekwaland · Ottomaanse Rijk · Rif-Republiek · Republiek Stellaland · Swellendam · Tanganyika · Transvaalkolonie · Republiek Utrecht · Verenigde Staten van Stellaland · Zaïre · Zuid-Afrikaansche Republiek · Zuid-Afrika (1928-1994) · Mijnstaat Zuid-Kasaï